# Pseudaonidia paeoniae
Pseudaonidia paeoniae är en insektsart som först beskrevs av Cockerell 1899.  Pseudaonidia paeoniae ingår i släktet Pseudaonidia och familjen pansarsköldlöss. Inga underarter finns listade i Catalogue of Life.